# IC 2112
IC 2112 ist eine spiralförmige Radiogalaxie im Sternbild Orion nördlich der Ekliptik. Sie ist schätzungsweise 476 Millionen Lichtjahre von der Milchstraße entfernt und hat einen Durchmesser von etwa 155.000 Lichtjahren. Vom Sonnensystem aus entfernt sich die Galaxie mit einer errechneten Radialgeschwindigkeit von näherungsweise 10.700 Kilometern pro Sekunde.
Vermutlich bildet sie gemeinsam mit PGC 3690778 ein gravitativ gebundenes Galaxienpaar.
Das Objekt wurde am 26. Januar 1894 vom französischen Astronomen Stéphane Javelle entdeckt.